# リーガマスター
リーガマスター（Regamaster）は、ライトマンR&D が企画・開発を行い、米国ICB（Desmond Regamaster）が販売するアルミホイールである。

## 概要
リーガマスターは1995年に発売された日本初のロシア製自動車用鍛造ホイール『リーガマスター』の製造中止、廃版以降、上記の両社がその商標などの独占使用許可を当時の権利者から得て、デザイン・設計をライトマンR&D社の山本和臣が行い、日本のTan-ei-syaが生産を行うことで、100% Made in Japanととなっている。
日本製リーガマスターの商標などの権利保持者はロシア製リーガマスター販売時と異なるが、双方とも意匠デザイン・設計・開発主導は前述の山本和臣が行っている。

日本製、ロシア製ともに、意匠デザインはシンプルな星形5本スポークであり、製法は鍛造、開発コンセプトは「軽量かつ強靭」である。
ロシア製では、センターキャップが装着可能なリーガマスターと、センターキャップ部を廃しより軽量化を追求したリーガマスターEVOの2タイプがラインナップされていたが、日本製ではEVOタイプのみの販売となっており、名称は「リーガマスターEVOⅡ（ツー）」と呼ばれている。

## バリエーション
2022年よりGR86/BRZ CUP用の指定認定ホイールを追加。名称はリーガマスターEVO2 レーシングラインであり、専用販売窓口は 5ZIGENインターナショナルである。